# Wahlen in Brasilien 2010
Die Wahlen in Brasilien 2010 fanden am 3. Oktober 2010 statt, die notwendigen Stichwahlen um das Präsidentenamt und die Gouverneursposten am 31. Oktober. Die Wahlberechtigten waren aufgerufen, den Präsidenten, zwei Drittel des Senats, die Abgeordnetenkammer, die Gouverneure und die Abgeordnetenhäuser der Bundesstaaten neu zu bestimmen. Am meisten Beachtung fand dabei international die Wahl des Präsidenten, bei der ein Nachfolger für Lula da Silva (PT) bestimmt werden musste, der gemäß der Verfassung des Landes nach zwei Amtsperioden nicht mehr kandidieren durfte. In der Stichwahl setzte sich Dilma Rousseff von der PT durch.

## Präsidentschaftswahl

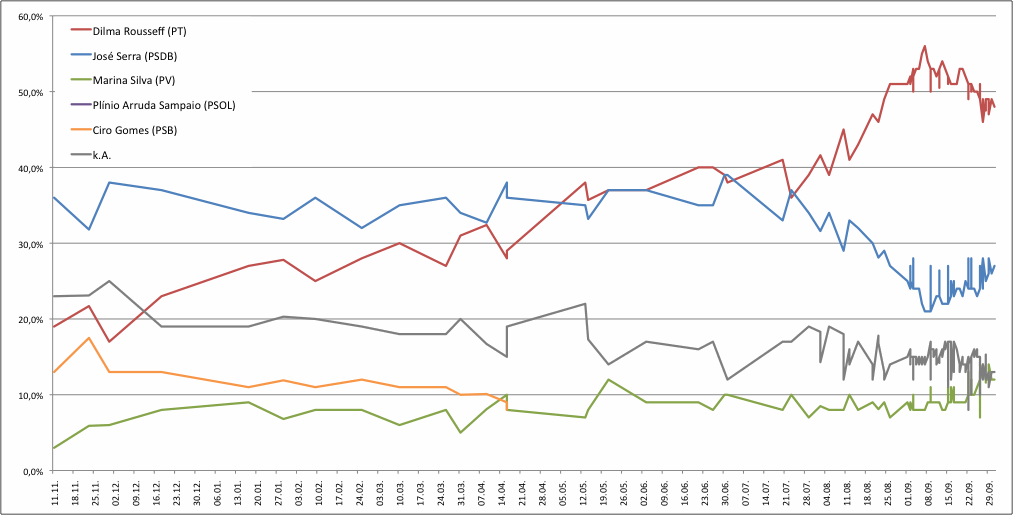
Entwicklung der Umfragewerte bei der brasilianischen Präsidentschaftswahl 2010

Der Präsident wird vom brasilianischen Volk direkt gewählt; seine Amtszeit beträgt vier Jahre (1. Januar 2011 bis 31. Dezember 2014). Im ersten Wahlgang ist gewählt, wer eine absolute Mehrheit der gültigen Stimmen erreicht. Da dies keinem Kandidaten gelang, fand am 31. Oktober 2010 eine Stichwahl zwischen den beiden Kandidaten mit den meisten Stimmen statt.
Die Präsidentschaftswahl 2010 war die erste Direktwahl eines brasilianischen Präsidenten seit der Militärdiktatur, bei der Lula da Silva nicht zur Wahl stand. Er durfte nach zwei aufeinanderfolgenden Amtszeiten als Präsident nicht erneut kandidieren.

### Kandidaten
Der Partido dos Trabalhadores (PT) des amtierenden Präsidenten Lula nominierte Dilma Rousseff (meist nur Dilma genannt), die bis zu ihrer Nominierung als weitgehend unbekannt galt (siehe Graph). Sie war die Wunschkandidatin Lulas. Ihr Wahlkampf war darauf ausgerichtet, eine Fortsetzung der Politik des populären Lula zu versprechen. Dilma galt unmittelbar vor der Wahl als Favoritin, wobei ihr ein Ergebnis knapp um die 50-Prozent-Marke prognostiziert wurde. Im Wahlkampf gab es ihr und Lula gegenüber von Seiten der Opposition Vorwürfe der Vetternwirtschaft und des Amtsmissbrauchs. Dilmas Kandidatur wurde von neun weiteren Parteien unterstützt. Der Kandidat für die Vizepräsidentschaft unter Dilma, Michel Temer, wurde vom Partido do Movimento Democrático Brasileiro (PMDB) gestellt.
Für die größte Oppositionspartei Partido da Social Democracia Brasileira (PSDB) trat der frühere Gouverneur von São Paulo José Serra an. Er ließ im Wahlkampf erkennen, dass er vor allem am Posten des Gesundheitsministers interessiert sei, einem Posten, den er bereits 1998 bis 2002 bekleidet hatte. Serra wurde von fünf weiteren Parteien unterstützt. Sein Kandidat für die Vizepräsidentschaft war Indio da Costa von der Democratas. 
Für den grünen Partido Verde trat Marina Silva an, die 2008 als Umweltministerin aus der Regierung Lula zurückgetreten war. Ihr wurden zu Beginn der Kampagne Außenseiterchancen eingeräumt, da sie kurzzeitig mit Dilma in Umfragen gleichauf lag. Sie trat im Wahlkampf durch eine sachliche Argumentation hervor, hatte jedoch einen schweren Stand. Kurz vor der Wahl wurden ihr etwa 15 Prozent prognostiziert; sie galt als „Zünglein an der Waage“ mit Blick auf eine mögliche Stichwahl. Marina Silva trat nicht in einem Wahlbündnis an, ihr Kandidat für die Vizepräsidentschaft war Guilherme Leal.
Sechs weitere als aussichtslos geltende Kandidaten traten an.

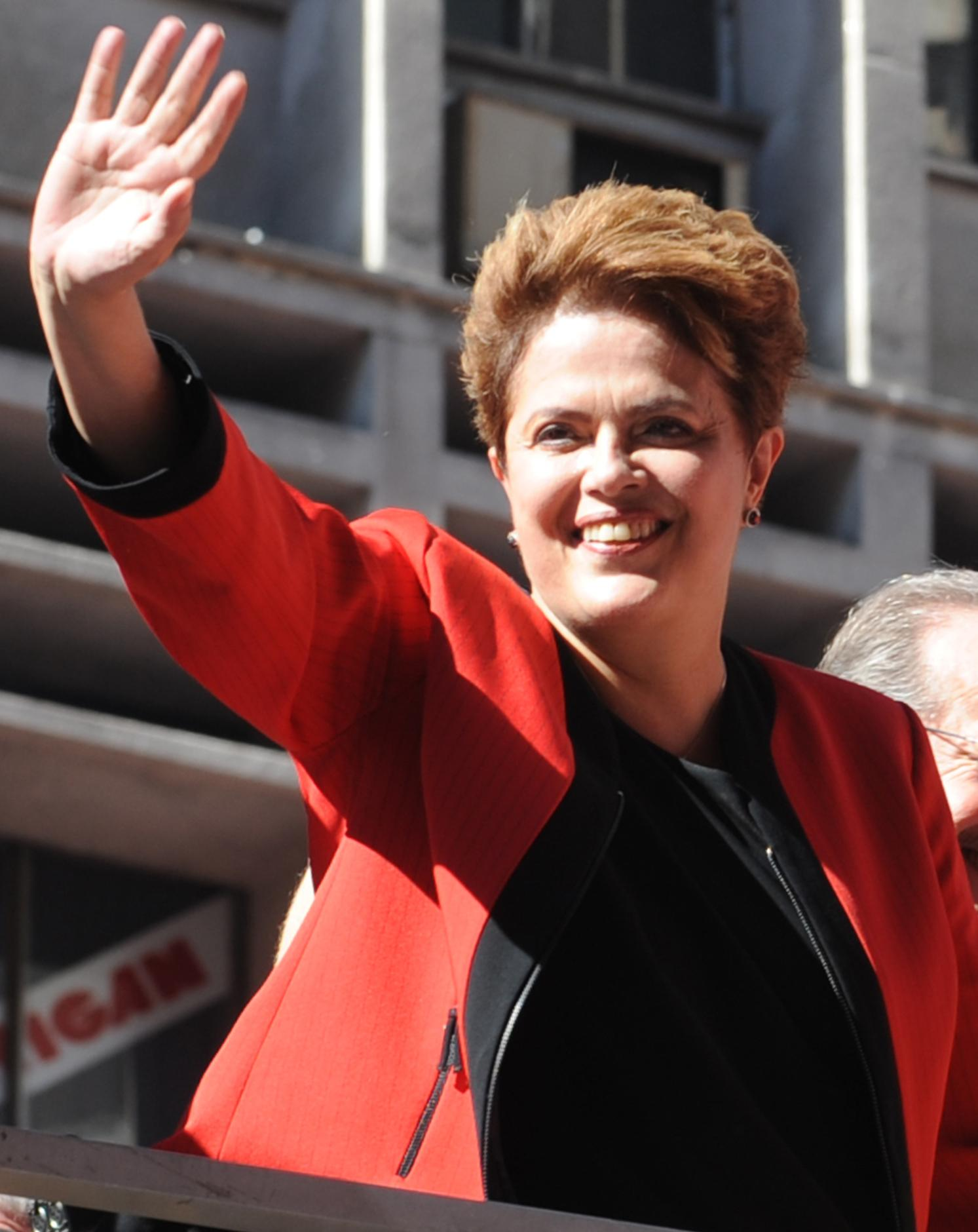
Dilma Rousseff (2010)
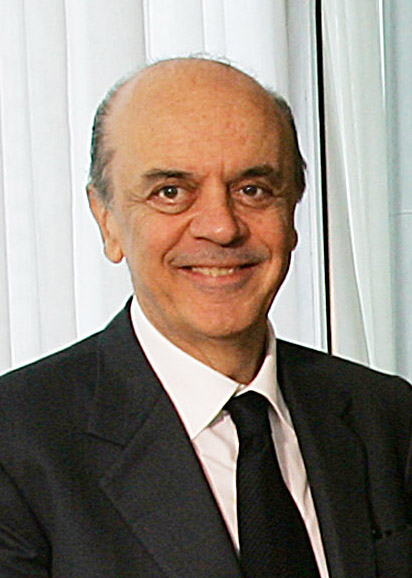
José Serra (2007)
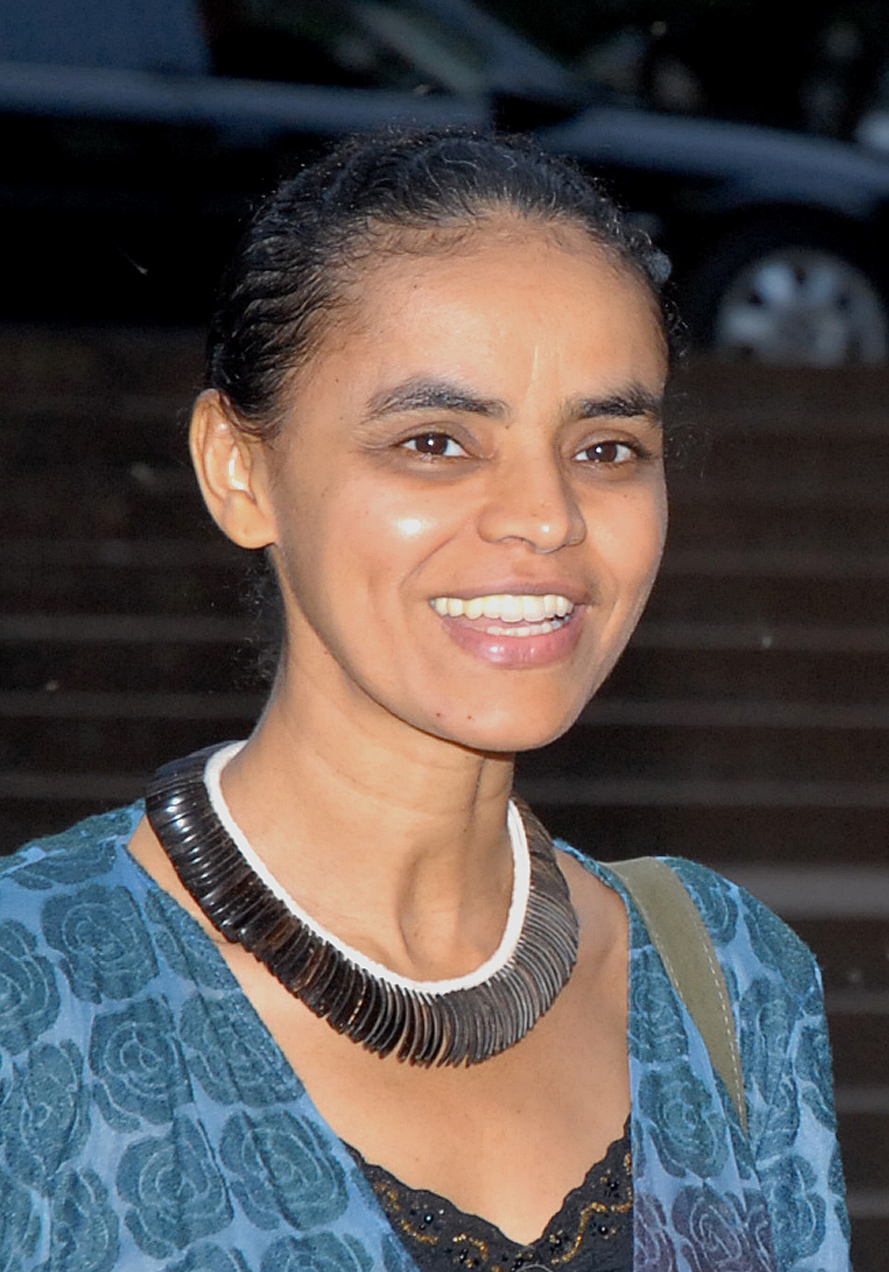
Marina Silva (2006)

### Wahlergebnis

Ergebnisse des ersten Wahlgangs nach Bundesstaaten

Im ersten Wahlgang erhielt Dilma 46,9 Prozent der gültigen Stimmen, Serra 32,6 Prozent und Silva 19,3 Prozent. Die weiteren sechs Kandidaten erhielten gemeinsam gut 1 Prozent der Stimmen. Die Wahlbeteiligung betrug (bei Wahlpflicht) 81,9 Prozent.

Ergebnisse des zweiten Wahlgangs nach Bundesstaaten

Im zweiten Wahlgang erzielte Dilma nach Auszählung von gut 99 Prozent der Stimmen 56 Prozent der gültigen Stimmen, Serra 44. Die Wahlbeteiligung lag bei etwa 78 Prozent. Damit ist Dilma Rousseff zur Präsidentin Brasiliens gewählt, Michel Temer zum Vizepräsidenten.
| Kandidat                   | Partei       | Erster Wahlgang | Erster Wahlgang         | Erster Wahlgang         | Zweiter Wahlgang | Zweiter Wahlgang        | Zweiter Wahlgang        |
| Kandidat                   | Partei       | Stimmen         | Prozent gültige Stimmen | Prozent Wahlberechtigte | Stimmen          | Prozent gültige Stimmen | Prozent Wahlberechtigte |
| -------------------------- | ------------ | --------------- | ----------------------- | ----------------------- | ---------------- | ----------------------- | ----------------------- |
| Wahlberechtigte            |              | 135.804.433     |                         | 100,0                   | 135.804.433      |                         | 100,0                   |
| abgegebene Stimmen         |              | 111.193.747     |                         | 81,9                    | 106.606.214      |                         | 78,5                    |
| Dilma Rousseff             | PT (u. a.)   | 47.651.434      | 46,9                    | 35,1                    | 55.752.529       | 56,1                    | 41,1                    |
| José Serra                 | PSDB (u. a.) | 33.132.283      | 32,6                    | 24,4                    | 43.711.388       | 43,9                    | 32,2                    |
| Marina Silva               | PV           | 19.636.359      | 19,3                    | 14,5                    |                  |                         |                         |
| Plínio de Arruda Sampaio   | PSOL         | 886.816         | 0,9                     | 0,7                     |                  |                         |                         |
| José Maria Eymael          | PSDC         | 89.350          | 0,1                     | 0,1                     |                  |                         |                         |
| José (Zé) Maria de Almeida | PSTU         | 84.609          | 0,1                     | 0,1                     |                  |                         |                         |
| Levy Fidelix               | PRTB         | 57.960          | 0,1                     | 0,0                     |                  |                         |                         |
| Ivan Pinheiro              | PCB          | 39.136          | 0,0                     | 0,0                     |                  |                         |                         |
| Rui Costa Pimenta          | PCO          | 12.206          | 0,0                     | 0,0                     |                  |                         |                         |
| Leere Stimmzettel          |              | 6.124.254       |                         | 4,5                     | 4.689.428        |                         | 3,5                     |
| Ungültige Stimmzettel      |              | 3.479.340       |                         | 2,6                     | 2.452.597        |                         | 1,8                     |

## Wahl des Senats
Bei der Wahl des Senats waren 54 der insgesamt 81 Mitglieder neu zu bestimmen, für eine Amtszeit von acht Jahren. Die anderen 27 Mitglieder wurden 2006 gewählt und sind noch bis 2015 (Wahl 2014) im Amt. Zu wählen waren in jedem der 26 Bundesstaaten sowie im Distrito Federal zwei Personen. Jeder Wähler hatte zwei Stimmen, gewählt waren die zwei Kandidaten mit den meisten Stimmen.
Die Mandate im Senat verteilen sich wie folgt auf die Parteien. Rot unterlegte Parteien gehörten bei der Präsidentschaftswahl dem Wahlbündnis um Dilma Rousseff und die PT an, blau unterlegte Parteien dem Bündnis von José Serra und der PSDB; für die Senatswahlen selbst traten diese Parteien allerdings teilweise selbstständig oder in abweichenden Wahlbündnissen an.
| Partei | gewonnene Sitze | nicht zu wählende Sitze | Sitze insgesamt | Veränderung |
| --- | --------------- | ----------------------- | --------------- | ----------- |
| Democratas (DEM) 2006: Partido da Frente Liberal (PFL)                                                     | 2               | 5                       | 7               | −6          |
| Partido Comunista do Brasil (PCdoB)                                                                        | 1               | 1                       | 2               | +1          |
| Partido da Mobilização Nacional (PMN)                                                                      | 1               |                         | 1               | +1          |
| Partido da República (PR) 2006: Partido Liberal (PL) und Partido de Reedificação da Ordem Nacional (PRONA) | 3               | 1                       | 4               | ±0          |
| Partido da Social Democracia Brasileira (PSDB)                                                             | 5               | 6                       | 11              | −5          |
| Partido Democrático Trabalhista (PDT)                                                                      | 2               | 2                       | 4               | −2          |
| Partido do Movimento Democrático Brasileiro (PMDB)                                                         | 16              | 3                       | 19              | +2          |
| Partido dos Trabalhadores (PT)                                                                             | 11              | 2                       | 13              | +5          |
| Partido Popular Socialista (PPS)                                                                           | 1               |                         | 1               | +1          |
| Partido Progressista (PP)                                                                                  | 4               | 1                       | 5               | +4          |
| Partido Republicano Brasileiro (PRB)                                                                       | 1               |                         | 1               | −1          |
| Partido Social Cristão (PSC)                                                                               | 1               |                         | 1               | ±0          |
| Partido Socialismo e Liberdade (PSOL)                                                                      | 2               |                         | 2               | +1          |
| Partido Socialista Brasileiro (PSB)                                                                        | 3               | 1                       | 4               | +2          |
| Partido Trabalhista Brasileiro (PTB)                                                                       | 1               | 5                       | 6               | −1          |
| Partido Verde (PV)                                                                                         | 0               | 0                       | 0               | −1          |

## Wahl der Abgeordnetenkammer
Die 513 Abgeordneten der Câmara dos Deputados wurden in getrennter Zahl in den Bundesstaaten sowie dem Distrito Federal gewählt. Die Zahl der in den einzelnen Bundesstaaten zu wählenden Abgeordneten richtet sich nach der Bevölkerungszahl, wobei allerdings kleine Staaten über- und große Staaten unterrepräsentiert sind. So kommen in Roraima auf einen Abgeordneten 33.950 Wahlberechtigte, in São Paulo sind es 432.710.
Die Mandate verteilen sich wie folgt auf die Parteien. Aufgeführt sind nur die Parteien, die Mandate gewonnen haben. Die Veränderung der Mandatszahl bezieht sich auf das Wahlergebnis 2006, nicht auf den durch Fraktionswechsel davon abweichenden Stand unmittelbar vor der Wahl. Rot unterlegte Parteien gehörten bei der Präsidentschaftswahl dem Wahlbündnis um Dilma Rousseff und die PT an, blau unterlegte Parteien dem Bündnis von José Serra und der PSDB; für die Wahlen zur Abgeordnetenkammer selbst traten diese Parteien allerdings teilweise selbstständig oder in abweichenden Wahlbündnissen an.
| Partei | Abgeordnete | Veränderung |
| --- | ----------- | ----------- |
| Democratas (DEM) 2006: Partido da Frente Liberal (PFL)                                                                     | 43          | −22         |
| Partido Comunista do Brasil (PCdoB)                                                                                        | 15          | +2          |
| Partido da Mobilização Nacional (PMN)                                                                                      | 4           | +1          |
| Partido da República (PR) 2006: Partido Liberal (PL), 23 Mandate, und Partido de Reedificação da Ordem Nacional (PRONA), 2 | 41          | +16         |
| Partido da Social Democracia Brasileira (PSDB)                                                                             | 53          | −12         |
| Partido Democrático Trabalhista (PDT)                                                                                      | 28          | +4          |
| Partido do Movimento Democrático Brasileiro (PMDB)                                                                         | 79          | −10         |
| Partido dos Trabalhadores (PT)                                                                                             | 88          | +5          |
| Partido Humanista da Solidariedade (PHS)                                                                                   | 2           | ±0          |
| Partido Popular Socialista (PPS)                                                                                           | 12          | −9          |
| Partido Progressista (PP)                                                                                                  | 41          | −1          |
| Partido Renovador Trabalhista Brasileiro (PRTB)                                                                            | 2           | +2          |
| Partido Republicano Brasileiro (PRB)                                                                                       | 8           | +7          |
| Partido Republicano Progressista (PRP)                                                                                     | 2           | +2          |
| Partido Social Cristão (PSC)                                                                                               | 17          | +8          |
| Partido Social Liberal (PSL)                                                                                               | 1           | +1          |
| Partido Socialismo e Liberdade (PSOL)                                                                                      | 3           | ±0          |
| Partido Socialista Brasileiro (PSB)                                                                                        | 34          | +7          |
| Partido Trabalhista Brasileiro (PTB) 2006: PTB, 22 Mandate, und Partido dos Aposentados da Nação (PAN), 1                  | 22          | −1          |
| Partido Trabalhista Cristão (PTC)                                                                                          | 1           | −3          |
| Partido Trabalhista do Brasil (PTdoB)                                                                                      | 2           | +1          |
| Partido Verde (PV) | 15          | +2          |